# Encoplando (álbum de Héctor Braga)
Encoplando es el primer álbum de música tradicional del músico asturiano Héctor Braga, que publicó el sello Fonoastur en 2004.
Grabado entre junio y septiembre en los Estudios Míler de Mieres (Asturias) Encoplando supuso una recuperación inédita del repertorio popular de la bandurria, un arcaico rabel de tres cuerdas de la tradición asturiana. El disco se centra en la improvisación al estilo tradicional y sobre todo en el rescate de coplas y romances antiguos, recabados de la memoria de personas mayores del concejo de Campo de Caso.
El objetivo puramente etnográfico y otras circunstancias que rodearon al álbum hicieron que solamente se editasen 1000 copias.
Precisamente al año de publicarse el disco Héctor Braga y la discográfica Fonoastur tuvieron que afrontar un juicio por derechos de autor, porque varias de esas canciones tradicionales estaban registradas por un particular en la SGAE. 
Aunque en el juicio se demostró el carácter público de la música, Héctor fue condenado a pagar 8000€ en concepto de plagio por tres palabras incluidas en el folleto del disco en una controvertida sentencia que generó una ola de críticas y simpatías en la escena musical asturiana, organizándose un concierto benéfico con el que recaudó sobradamente la cantidad de la condena.
Después del caso Encoplando Héctor mantuvo continuas tensiones con la SGAE por la gestión, a su entender muy deficiente, que ésta entidad hacía de las músicas tradicionales. Tras una larga serie de enfrentamientos con eco en prensa Héctor finalmente abandonó esta sociedad en 2015.

## Lista de canciones
Todos los temas tradicionales y de dominio público
| #   | Canción                  | Compositor(es) | Duración |
| --- | ------------------------ | -------------- | -------- |
| 1.  | "Vo facer una bandurria" |                | 2:15     |
| 2   | "Que canta'l cuco"       |                | 4:53     |
| 3.  | "Coples del reló"        |                | 5:14     |
| 4.  | "La gaita de Pachín"     |                | 3:16     |
| 5.  | "La neña Clara"          |                | 3:06     |
| 6.  | "La neña Isabel"         |                | 4:17     |
| 7.  | "La soberana"            |                | 5:10     |
| 8.  | "Yo caséme mal casáu"    |                | 4:01     |
| 9.  | "El Besu / La rabilada"  |                | 4:06     |
| 10. | "Encoplando I"           |                | 5:16     |
| 11. | "La cabraliega"          |                | 4:17     |
| 12. | "Jota"                   |                | 2:49     |
| 13. | "La lechera"             |                | 4:58     |
| 14. | "La del candil"          |                | 4:06     |
| 15. | "Carolina"               |                | 3:08     |
| 16. | "Encoplando II"          |                | 5:56     |
| 17. | "El mal de Micaela"      |                | 3:44     |

### Curiosidades
- Cuatro de las canciones se grabaron en directo con una unidad móvil que se desplazó a un concierto que Héctor ofreció en el Museo Etnográfico del Oriente de Asturias de Porrúa (Asturias) en julio de 2004.
- En la edición final se recortaron algunas coplas improvisadas que, por bien por su contenido explícito o por lo extremadamente mordaz de su crítica política y social, se consideraron inapropiadas para el tono divulgativo y etnográfico que pretendía la discográfica.

### Invitados y Colaboraciones
Además de Héctor tocando y cantando, varios músicos colaboran haciendo voces, instrumentos y sonidos.
- Pepín de Muñalén - Flauta
- Luciano de Muñalén - Voces
- Xosé Ambás - Voces
- Canor García - Zanfona
- Paulino Santirso - Pandero
- Marta Elola - Voz y pandereta
- Yago Prado - Arpa